# Eslovénia do Sudeste

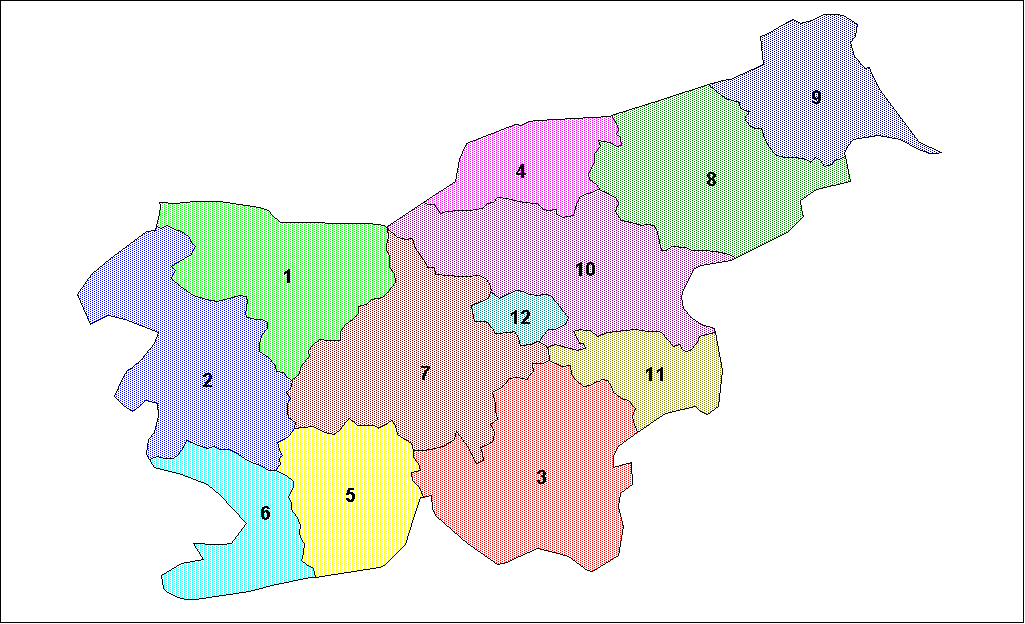
Eslovénia do Sudeste (n.º 3, em vermelho, no centro-sul), região estatística da Eslovénia.

A região da Eslovénia do Sudeste (português europeu) ou Eslovênia do Sudeste (português brasileiro) (em esloveno:  Jugovzhodna Slovenija, "Eslovénia sul-oriental") é uma das doze regiões estatísticas em que se subdivide a Eslovénia. Em finais de 2005, contava com uma população de 139 747 habitantes.
É composta pelos seguintes municípios:
- Črnomelj
- Baixa Toplice (Dolenjske Toplice)
- Kočevje
- Kostel
- Loški Potok
- Metlika
- Mirna
- Mirna Peč
- Novo Mesto
- Osilnica
- Ribnica
- Semič
- Sodražica
- Straža
- Šentjernej
- Šentrupert
- Škocjan
- Toplice de Šmarjeta (Šmarješke Toplice)
- Trebnje
- Žužemberk